# JSmooth
JSmooth ist eine freie Software um Java-Archive-Dateien (JAR) in Windows-EXE-Dateien zu verpacken (wrappen). Es erlaubt eine Vielzahl von speziellen Einstellungen, wie das Programm aufgerufen werden soll, wie zum Beispiel:
- Icon der EXE-Datei
- Programm-Argumente
- Typ des Wrappers (Konsole, Windows GUI oder Windows Service)
- Ob die Java VM im selben Prozess wie die EXE oder separat läuft
- Maximale und Anfangs-Speicher der Java VM
- System Eigenschaften, welche der Applikation über die Funktion System.getProperty zur Verfügung stehen
- Ant-Task

JSmooth wird unter der GNU General Public License entwickelt und wird mit Hilfe von Java Swing geschrieben. Die ausführbaren Dateien werden mit MinGW erstellt, deshalb gibt es keine Abhängigkeiten zu proprietärer Software.
Anders als andere EXE-Wrapper ist JSmooth zu 100 % Java-basiert und kann auch benutzt werden um Windows EXEs unter einer Linux-Umgebung zu erstellen.